# Iustitia remota, quid sunt regna nisi magna latrocinia
 Iustitia remota, quid sunt regna nisi magna latrocinia лат. (изговор: јустиција ремота, квид сунт регна ниси магна латроцинија). Ако је правда уклоњена, шта су државе друго него велика разбојништва. (Августин Хипонски)

## Поријекло изреке
Изрекао у смјени четвртог и петог вијека нове ере Аурелије Августин, утицајни средњовековни хришћански филозоф и епископ града Хипона.

## Тумачење
Ако правде нема у држави, држава је разбојничка.